# Баурсак
Баурса́к, також боорсо́к, бавирса́к, боорцо́к, бурса́к (каз. бауырсақ, башк. бауырһаҡ, сиб. пауырсаҡ, бур. боорсог, калм. боорцок, кирг. боорсок, монг. боорцог, ног. бавырсак
, тат. бавырсак, тув. боорзак, тадж. буғурсоқ, орзуқ, узб. boʻgʻirsoq, бўғирсоқ, уйг. боғу(р)сак, півд.-алт.боорсок) — традиційна борошняна страва народів Центральної Азії, Ідель-Уралу, Монголії та Середнього сходу (таджиків, башкирів, казахів, калмиків, киргизів, алтайців, монголів, татар, тувинців, туркменів, узбеків, бурятів, донських козаків та уйгурів).

## Опис
Як правило, баурсаки готуються із прісного або дріжджового тіста у вигляді невеликих пончиків ромбоподібної чи круглої форми, які виготовляються шляхом смаження у фритюрі в казані. Також існують рецепти баурсаків з сиром.

## Приготування
Тісто для баурсаків складається з борошна, дріжджів, молока, яєць, маргарину, солі, цукру та жиру. Зазвичай воно варіюється через інгредієнти від звичайного до солодшого і більш хрусткого. Наприклад, типовий киргизький рецепт передбачає одну частину масла, 7 частин солоної води та 6 частин молока разом із дріжджами та борошном, у той час як складніший рецепт передбачає також яйця і цукор. Також тісто може включати каймак.
Баурсаки роблять шляхом розрізання розкатаного тіста на шматочки. Хоча цього не роблять у Центральній Азії, ці шматочки можуть гнути і зв'язувати у різні форми перед смаженням — такий спосіб приготування особливо поширений у Монголії. Далі тісто смажиться в маслі до золотисто-брунатної скоринки. Для надання додаткового смаку монголи традиційно використовують баранячий жир, який також можна замінити рослинною олією. Так само для смаження найкраще брати баранячий жир, замість якого, проте, можна використати олію.
Таджицькі баурсаки часто прикрашають перехрещеними лініями. Для цього до баурсака перед смаженням притискають дно сита.

## Подача
Баурсаки часто їдять як десерт із цукром, маслом або медом. Вони можуть вважатися печивом, але через те, що вони смажені, їх іноді порівнюють з пончиками. Монголи і тюркські народи іноді вмочують баурсаки в чай. Зазвичай вони подаються в якості доповнення, наприклад, до шурпи (у Центральній Азії) або до чаю (у татар лише до чаю, у уйгурів до чайного напою атканчай).
Баурсак є неодмінним атрибутом святкового дастархану. Він відіграє важливу роль у весільних обрядах башкирів та інших народів. В татарській весільній традиції батьки нареченого (у сибірських татар — нареченої) приносили в подарунок на весілля блюдо з баурсаками або чак-чаком.
В узбецькій кухні баурсаки вважаються ритуальною стравою. У туркменів вони називаються пешме і мають ромбоподібну форму. У турків ця страва називається локма (тур. lokma).

## Рекорди
Найбільший за вагою (179 кг) баурсак у Росії приготували 20 квітня 2014 року на площі імені Салавата Юлаєва в Уфі: на його виготовлення було витрачено 1006 яєць, 25 кг цукру, близько 70 кг борошна та 50 кг башкирського меду.
В Алмати 7 вересня 2014 року в ході святкування Дня матері зафіксовано рекорд Книги Гіннеса: було випечено 856 кг баурсаків.

## Галерея

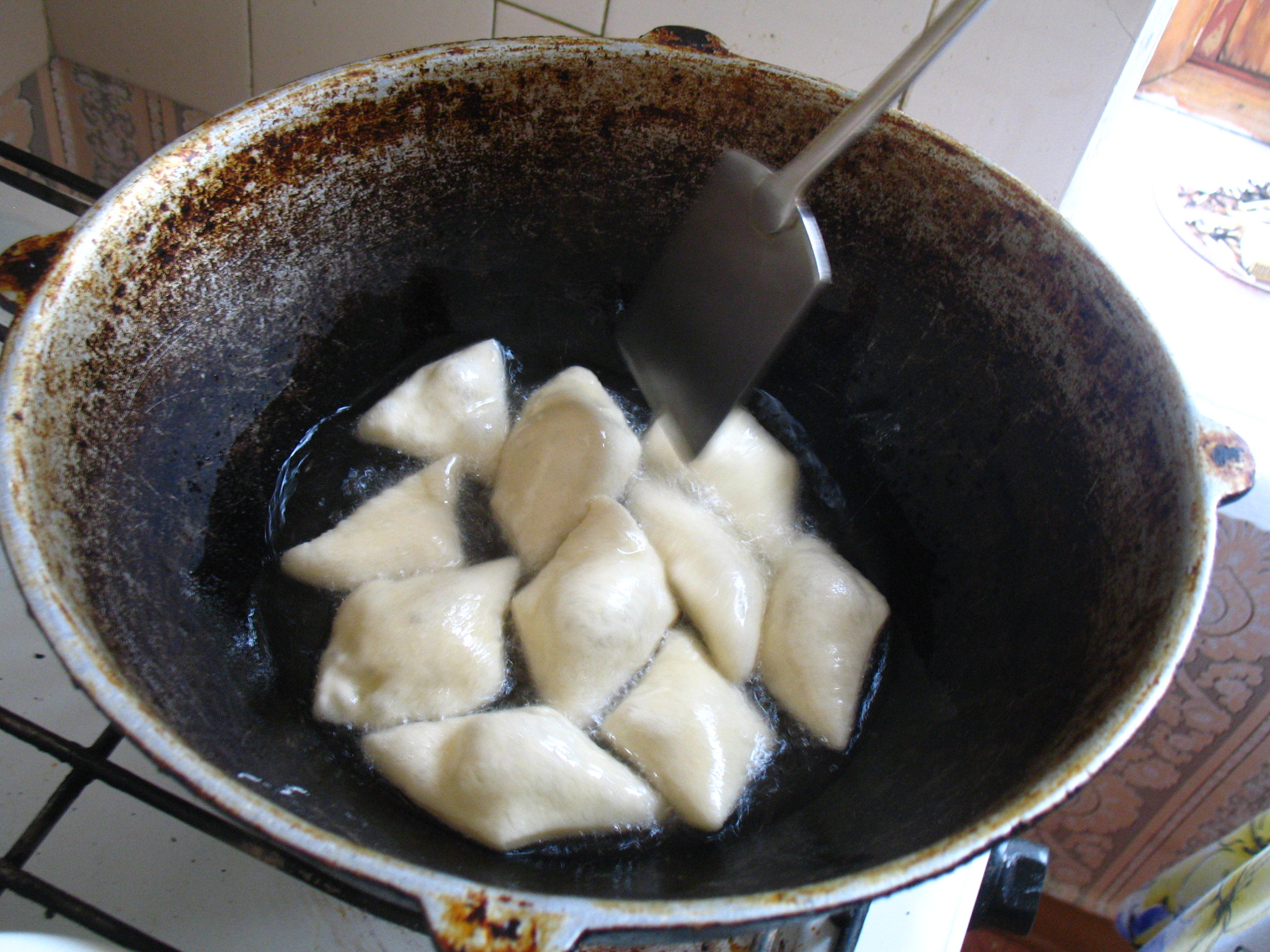
Киргизькі боорсоки готуються у фритюрі
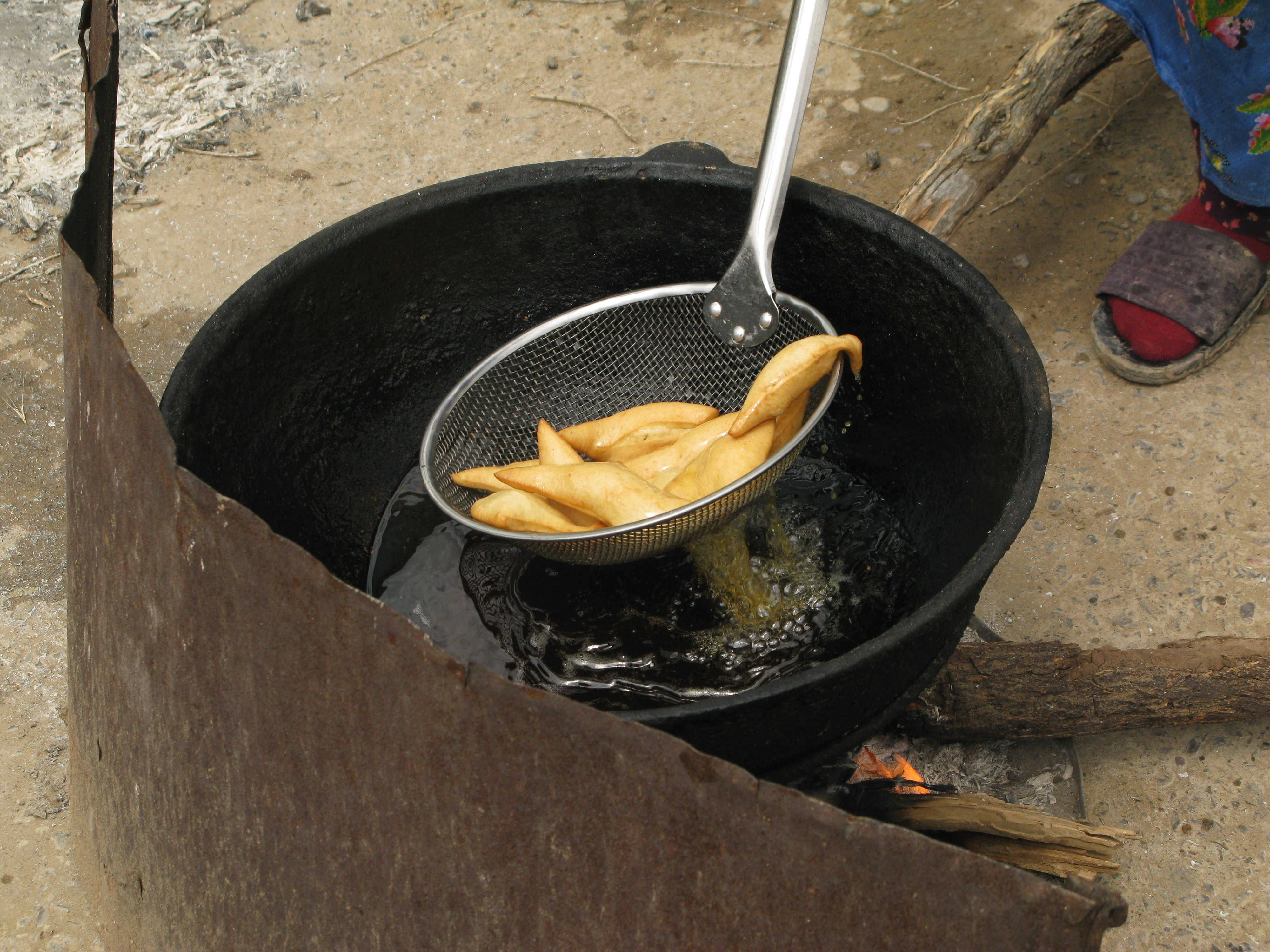
Приготування туркменського пішме
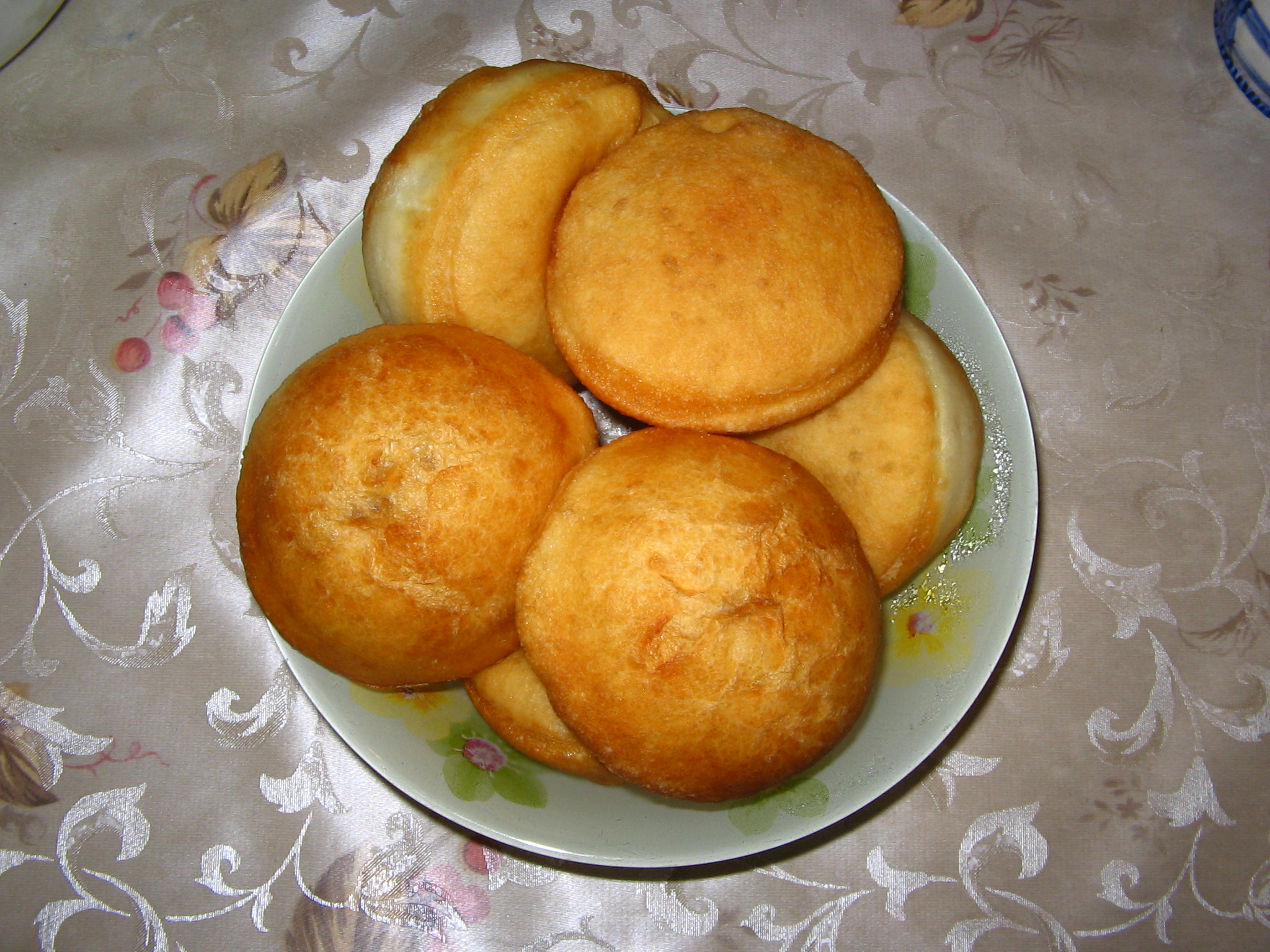
Казахські баурсаки
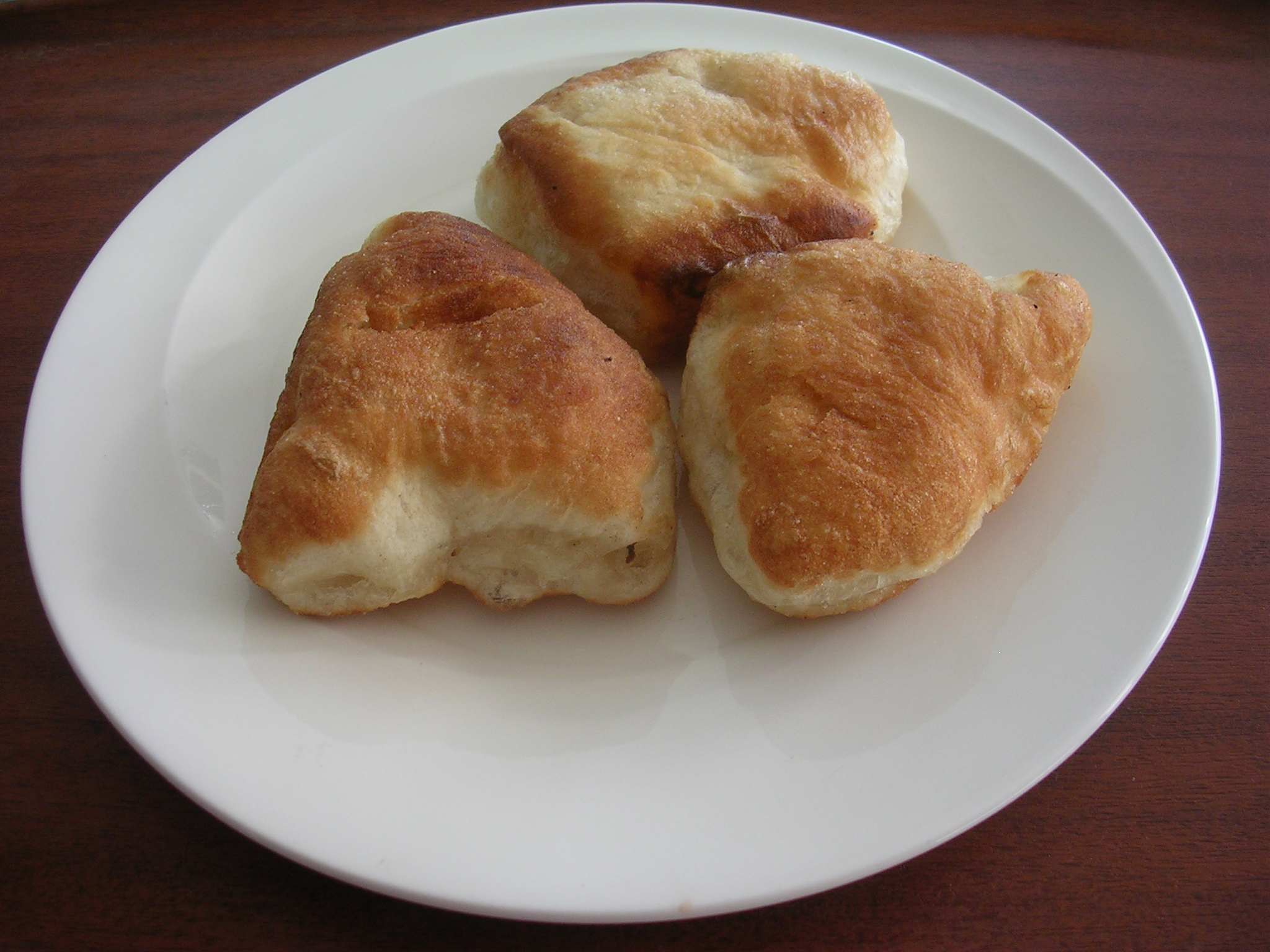
Турецькі піші (тур. pişi)
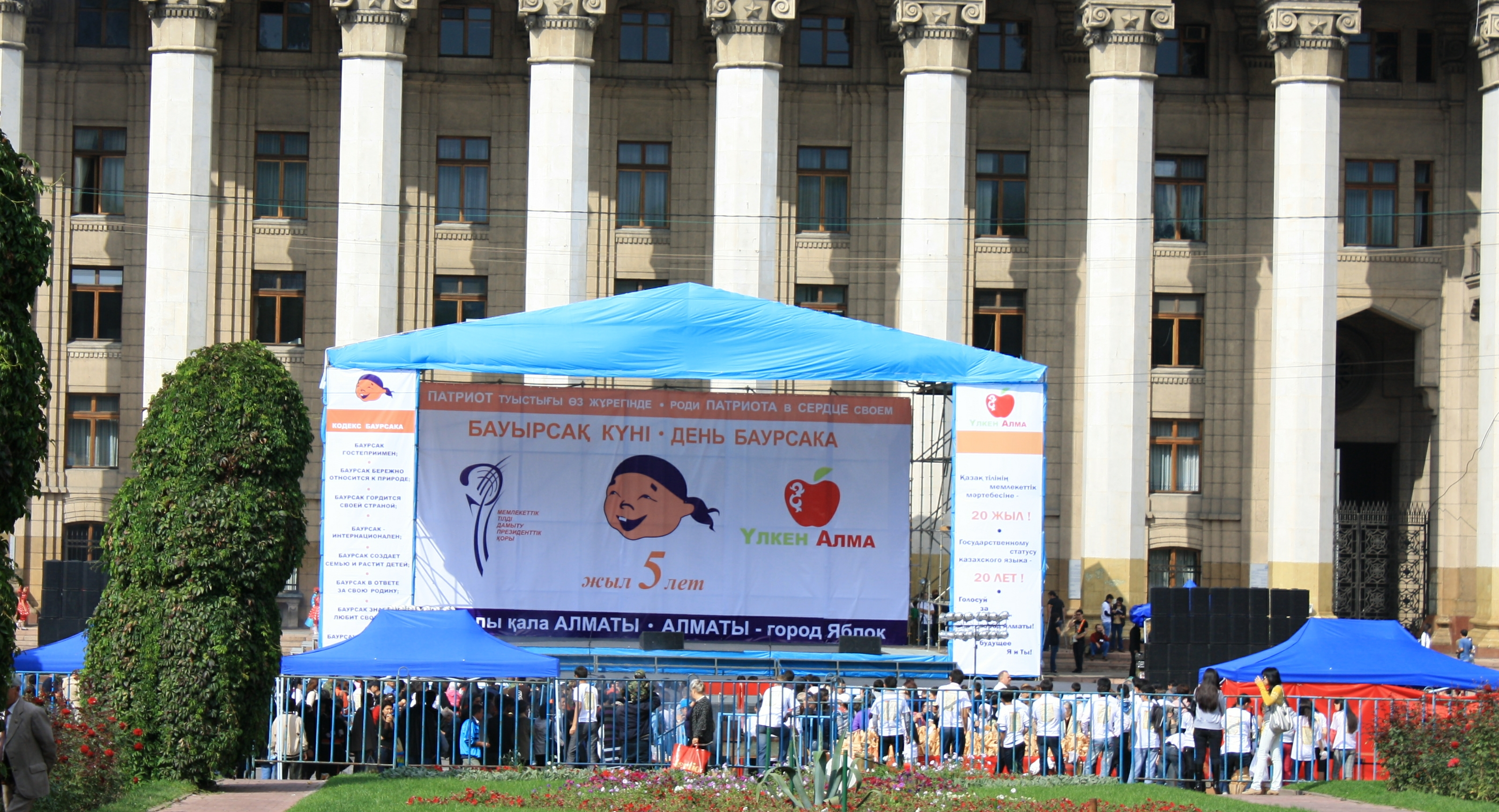
День Бауирсака в Алма-Аті, Казахстан